# Dodge Ridge Ski Area

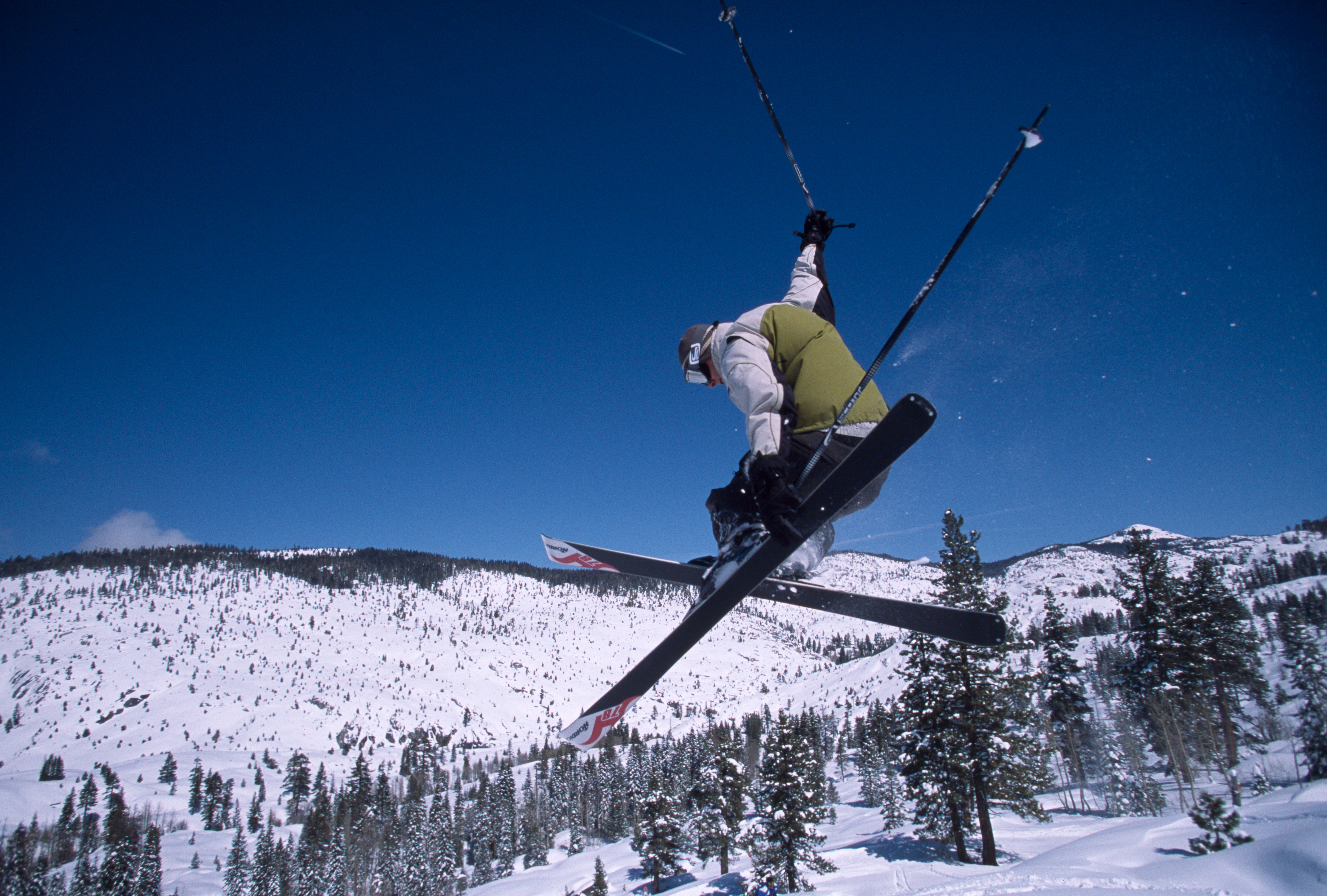
Skiër in Dodge Ridge

Dodge Ridge Ski Area is een wintersportgebied in de Sierra Nevada in de Amerikaanse staat Californië. Het bevindt zich in het Stanislaus National Forest zo'n 3,5 kilometer ten oosten van Pinecrest in Tuolumne County. Dodge Ridge opende in 1950. Het telt 12 skiliften en 62 skipistes op 349 hectare gelegen tussen 2000 en 2500 meter boven zeeniveau. Dodge Ridge telt verder vijf terreinparken. Er kan gelanglauft en gesnowshoed worden. Dodge Ridge wordt genoemd als het dichtstbij gelegen wintersportgebied vanuit de San Francisco Bay Area. 